# 42e congrès de la Confédération générale du travail
Le 42e congrès de la Confédération générale du travail se tient du 24 au 29 novembre 1985 à Montreuil-sous-Bois (Seine-Saint-Denis), dans le bâtiment qui sert de siège de la Confédération.

## Votants
978 délégués, auxquels il faut ajouter les membres de droit du Congrès (CCN, CE, soit environ 256 militants) 715 de ces 978 délégués participent pour la première fois à un Congrès confédéral. La voix de 13 371 syndicats (sur 16 739 affiliés à la Confédération) et de 745 015 adhérents est portée par ces délégués. Il y aurait 20 % des adhérents qui ne seraient pas représentés. Cette gymnastique des chiffres semble dans le réel traduire une perte d'adhérents considérable. Les votes du congrès dégagent une unanimité presque complète, (98,28 % ratifient le document d'orientation).

## Renouvellement de la commission exécutive
Seule l'élection à la Commission exécutive, où les congressistes ont possibilité de rayer, voire d'ajouter des noms, fait apparaître un consensus plus conflictuel : les candidats les mieux élus obtiennent 744 188 voix, les moins bien élus n'obtiennent que 660 000 voix environ. Parmi ceux-ci, plusieurs membres du Bureau confédéral, connus pour des sympathies socialistes tels André Deluchat 660 436 voix, Gérard Gaumé, 664 579 voix.

## Renouvellement du bureau
Nonobstant, ils sont réélus au Bureau confédéral qui compte toujours 18 membres :
- - Henri Krasucki, secrétaire général;
  - Gérard Alezard,
  - Lydia Brovelli,
  - André Deluchat,
  - François Duteil, nouvel élu, âgé de 41 ans, technicien à l'EDF, secrétaire général de la Fédération de l'Énergie.
  - Johannès Galland,
  - Gérard Gaumé,
  - Pierre Koehler, nouvel élu, âgé de 52 ans, compositeur typographe, ancien trésorier de la fédération du Livre
  - Bernard Lacombe,
  - Jean-Claude Laroze,
  - Jacqueline Léonard,
  - René Lomet,
  - Jeanine Marest,
  - Alain Obadia,
  - Thérèse Poupon,
  - Alphonse Veronèse,
  - Louis Viannet,
  - Michel Warcholak.

2 militants quittent le bureau confédéral : Ernest Deiss, âgé de 52 ans, après 9 ans de présence dans cette instance, et Pierre Gensous, âgé de 61 ans, secrétaire de la FSM de 1969 à 1978, date où la CGT décide son retrait des instances de direction de la FSM, tout en en restant membre.